# Кускатлан (департамент)
Кускатлан (исп. Cuscatlán) — самый малый по площади департамент Сальвадора. Находится в центральной части страны. Граничит с департаментами Кабаньяс, Сан-Висенте, Ла-Пас, Сан-Сальвадор и Чалатенанго. Административный центр — город Кохутепеке.
Площадь — 756 км².
Население — 231 480 (2007).
Губернатор — Вальтер Осмар Мехиа, назначенный на должность в июле 2009 года.

## История
Образован 22 мая 1835 года. Кускатланом местные индейцы называли в доколумбовский период большую часть современного Сальвадора, что в переводе означает «драгоценная земля».

## Муниципалитеты
1. Канделария
2. Кохутепеке
3. Монте-Сан-Хуан
4. Оратория-де-Консепсион
5. Сакатекас
6. Сан-Бартоломе-Перулапиа
7. Сан-Кристобаль
8. Сан-Педро Перулапан
9. Сан-Рамон
10. Сан-Рафаэль Седрос
11. Сан-Хосе-Гуаиябаль
12. Санта-Круз-Аналькито
13. Санта-Круз-Мичапа
14. Сучитото
15. Тенансинго
16. Эль-Кармен
17. Эль-Росарио

## Экономика
Экономика основана на производстве фруктов, табака, сахара и кофе.